# Omodei (cognome)
Omodei è un cognome di lingua italiana.

## Varianti
Homodei, Omedè, Omodeo, Omodeo Zorini, Omodio, Ondei.

## Origine e diffusione
Il cognome è tipicamente ligure.
Potrebbe derivare dal latino "homo Dei", letteralmente "uomo di Dio", ed essere affine al cognome Amadei.
La variante Omedè è lombarda e piemontese.

## Persone
- Luigi Omodei (1657-1706) – cardinale italiano
- Luigi Alessandro Omodei (1608-1685) – cardinale italiano
- Signorolo Omodei (1308-1371) – giurista italiano